# Wilczkové
Rodina Wilczků (Vlčků) je šlechtický rod, původem ze Slezska, kde rod vlastnil rozsáhlý majetek.

## Dějiny rodu
Původní rod, Vlčkové z Dobré Zemice, pocházeli z rozrodu Kozlů. 1. dubna 1506 byli povýšeni na svobodné pány s predikátem z Dobré Zemnice a Hlučína.
Wilczkové se usadili v Dobré u Frýdku ještě před rokem 1400. V roce 1500 získali baronský titul s přídomkem "Frei-und Pannerherren von Hultschin und Guttenland" (svobodný a korouhevní pán z Hlučína a Dobré Zemice).
V roce 1698 se Jindřich Vilém Wilczek oženil s Marií Šarlotou ze Saint Hilaire. Wilczkové tak získali a rozsáhlá panství v Rakousku, včetně zámku Kreuzenstein v Dolních Rakousích, který rod vlastní dodnes. 
V současné době rod sídlí na zámku Seebarn v dolnorakouské obci Harmannsdorf a na hradě Moosham v Solnohradsku (Salcbursku). V majetku rodu je Brassicansco-Wilczekovský palác na ulici Panská, Herrengasse číslo 5 ve Vídni a hrad Kreuzenstein v Dolním Rakousku, kde se nachází roku 1874 založené rodové pohřebiště.

### Významná data

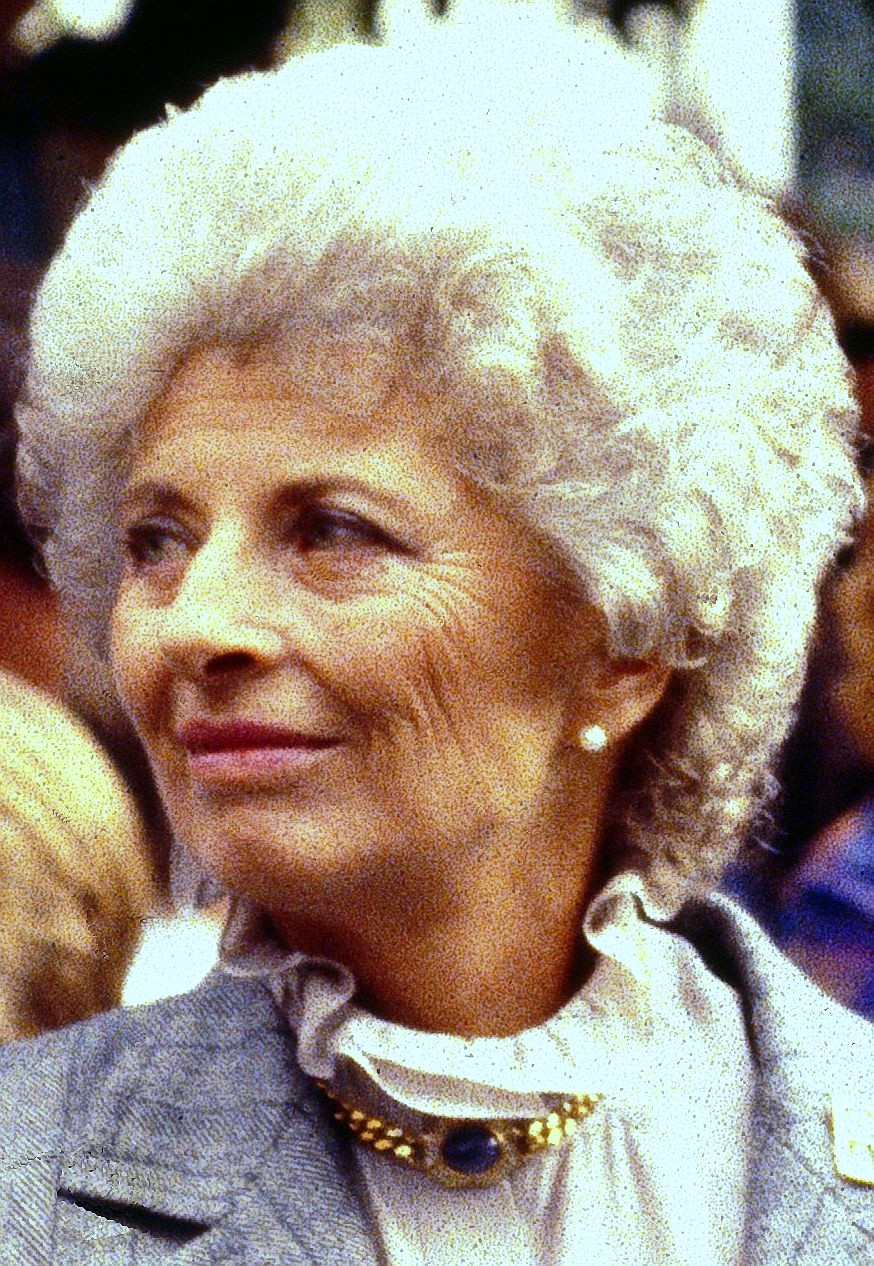
Georgina "Gina", hraběnka von Wilczek, kněžna lichtenštejnská (1921-1989)

- 1612 Jan starší Wilczek vyplatil následníkům Kryštofa Bzence 22 400 zlatých a stal se pánem a držitelem klimkovického panství. Rod vlastnil panství plných 323 let až do první pozemkové reformy po roce 1920.
- 1630 heřmanický statek odkoupil Mikuláš starší Wilczek, majitel velkokunčického panství u Těšína
- 1702 Jindřich Vilém Wilczek koupil od Velehradského kláštera velkopolomský statek. V majetku hrabat Wilczků zůstal až do roku 1924.
- 1713 Jindřich Vilém Wilczek povýšen do stavu říšských hrabat.
- 1714 přešel do majetku Jindřicha Viléma (byl c. k. dvorní rada a generál-polní maršálek) slezskoostravský kamenný zámek spolu s panstvím, který zůstal v rámci velkostatku v rukou tohoto rodu až do roku 1945.
- 1737 vytvořil Jindřich Vilém dvě fideikomis (rodová svěřenectví), První Klimkovice, Velká Polom, Poruba, Dolní Polanka, Polská Ostrava, Heřmanice, Hrušov, Michálkovice, Muglinov, Kunčičky, Vrbice a díl Radvanic a druhý, který ležel ve Vratislavském knížectví.
- 1787 zahájil František Josef hrabě Wilczek pravidelnou těžbu uhlí v Polské Ostravě.
- 1860 koupil dobroslavické panství (vesnice Dobroslavice, Jilešovice, Děhylov, Plesná a Pustkovec) tajný císařský rada Jan Nepomuk Wilczek. Wilczkové vlastnili Dobroslavice do roku 1945.
- 1920 první pozemková reforma
- 1945 konfiskace majetku rodu Wilczků v Československu

## Erb

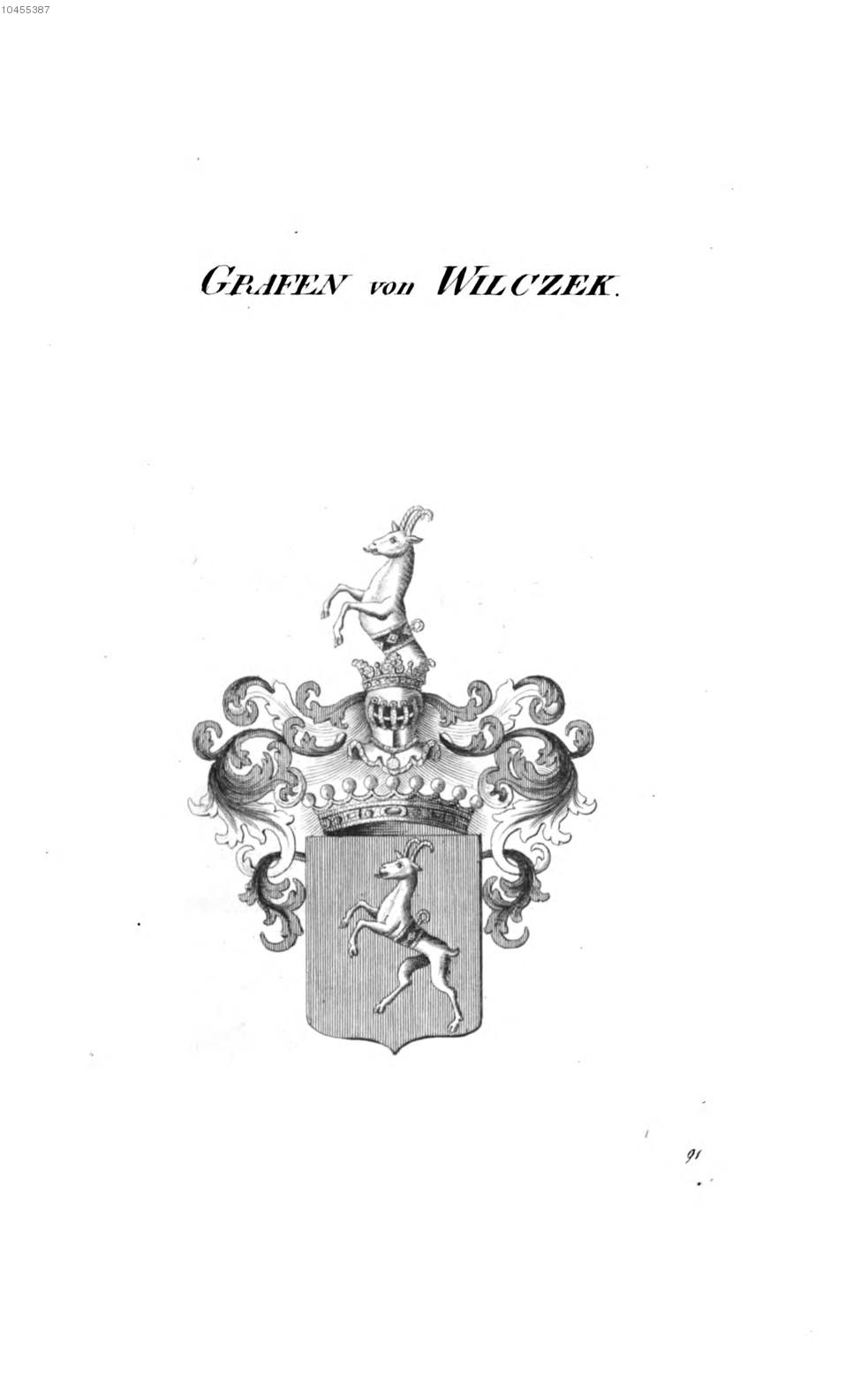
Rodový erbu Wilczků

Rodovým erbem Vlčků/Wilczků je červený štít se stříbrným čili bílým kozlem ve skoku se zlatou zbrojí a černým pásem kolem hrudi. Přilbovým klenotem je kozel vyrůstající ze štítu. Přikryvadla jsou červeno-stříbrná. Polepšený hraběcí erb tvoří čtvrcený štít s císařskými orly a kamzičími rohy,  středním štítkem je původní znak s kozlem.

## Členové rodu
- Jan starší Wilczek
- Mikuláš starší Wilczek
- Jindřich Vilém Wilczek - císařský dvorní rada, generál polní maršálek
- František Josef hrabě Wilczek - podnikatel, uhlobaron
- Jan Nepomuk Wilczek - tajný císařský rada
- Ferdinand hrabě Wilczek
- Jan Josef Maria hrabě Wilczek - rakouský diplomat v Říšské Itálii
- Georgina von Wilczek - kněžna z Lichtenštejna, manželka panujícího knížete Františka Josefa II., matka současného panujícího knížete Hanse Adama II.

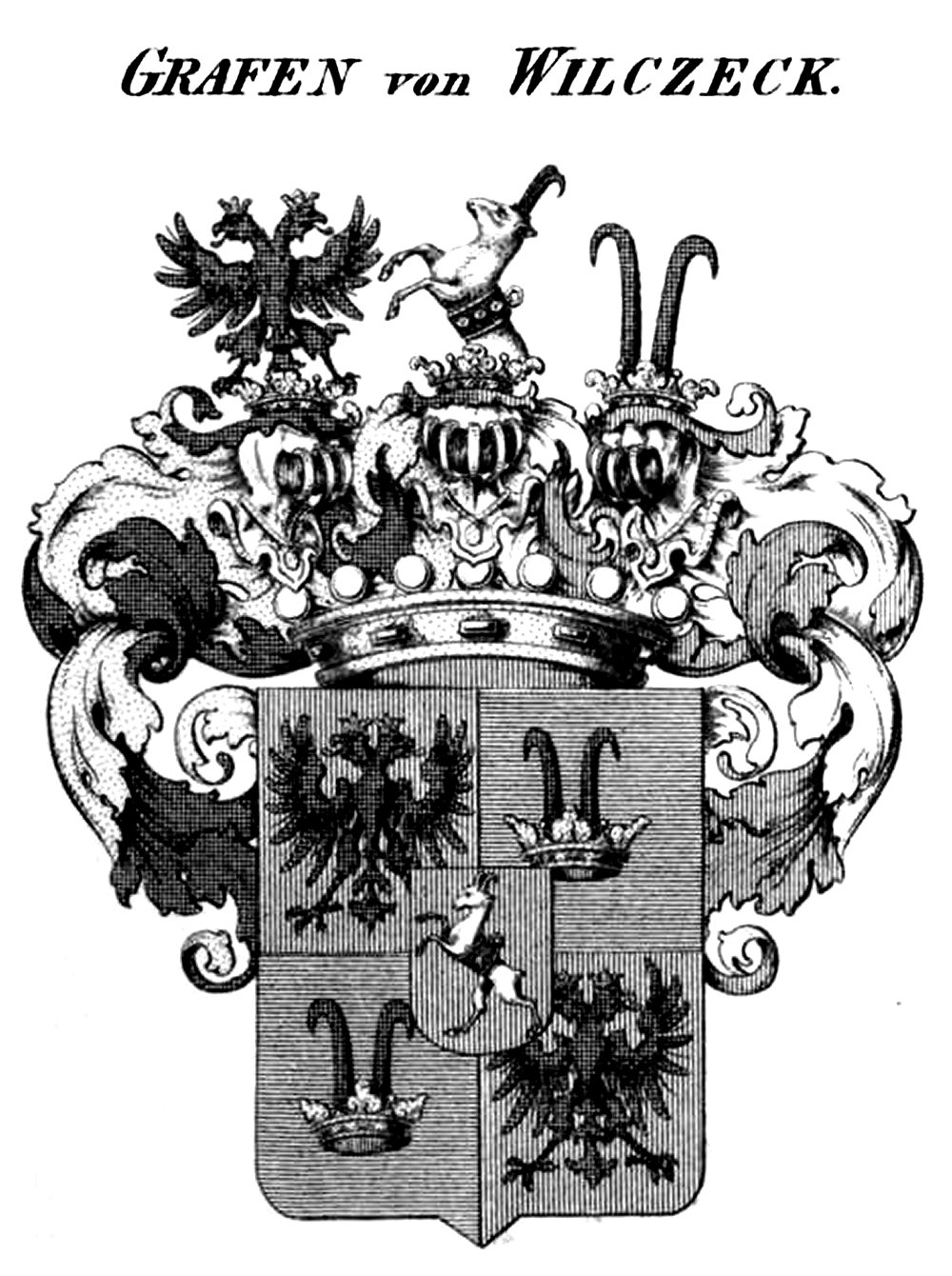
Hraběcí erb Wilczků

## Příbuzenství
Spojili se s Lichtenštejny